# Boudouaou
Boudouaou è un comune dell'Algeria, situato nella provincia di Boumerdès.